# Оксфорд (Джорджія)
Оксфорд (англ. Oxford) — місто (англ. city) в США, в окрузі Ньютон штату Джорджія. Населення — 2308 осіб (2020).

## Географія
Оксфорд розташований за координатами 33°37′42″ пн. ш. 83°52′20″ зх. д. / 33.62833° пн. ш. 83.87222° зх. д. (33.628385, -83.872326). За даними Бюро перепису населення США в 2010 році місто мало площу 5,63 км², з яких 5,57 км² — суходіл та 0,06 км² — водойми.

## Демографія
Згідно з переписом 2010 року, у місті мешкали 2134 особи в 574 домогосподарствах у складі 410 родин. Густота населення становила 379 осіб/км². Було 633 помешкання (113/км²).
Расовий склад населення:
| - 53,1 % — білих - 31,3 % — чорних або афроамериканців - 10,1 % — азіатів - 0,2 % — корінних американців - 2,3 % — осіб інших рас |

До двох чи більше рас належало 3,0 %. Частка іспаномовних становила 4,7 % від усіх жителів.
За віковим діапазоном населення розподілялося таким чином: 16,4 % — особи молодші 18 років, 71,9 % — особи у віці 18—64 років, 11,7 % — особи у віці 65 років та старші. Медіана віку мешканця становила 23,0 року. На 100 осіб жіночої статі у місті припадало 83,0 чоловіків; на 100 жінок у віці від 18 років та старших — 84,2 чоловіків також старших 18 років.
Середній дохід на одне домашнє господарство становив 53 760 доларів США (медіана — 43 750), а середній дохід на одну сім'ю — 59 289 доларів (медіана — 47 361). За межею бідності перебувало 19,6 % осіб, у тому числі 37,5 % дітей у віці до 18 років та 2,5 % осіб у віці 65 років та старших.
Цивільне працевлаштоване населення становило 898 осіб. Основні галузі зайнятості: освіта, охорона здоров'я та соціальна допомога — 31,8 %, роздрібна торгівля — 13,4 %, виробництво — 13,1 %.